# Цисі
Верхо́вна імператри́ця Цисі (кит.: 慈禧太后; піньїнь: Cíxǐ Tàihòu; (29 листопада 1835 — 15 листопада 1908) — маньчжурська державна і політична діячка. Імператриця і дружина Ічжу, імператора династії Цін. Після його смерті прийняла титул верховної імператриці. Регент за правління свого сина Цзайчуня.

## Біографія
Народилася в листопаді 1835 в родині маньчжурського мандарина. Їй було визначено стати наложницею в імператорському палаці. У шістнадцять років вона увійшла до палацу правителів Китаю, Заборонене місто у Пекіні. Місто це було світом надзвичайної краси і гармонії, призначеним для життя, що складалося здебільшого з задоволень. Три тисячі наложниць і три тисячі євнухів мешкали у палаці. Ширилися чутки, що спальню імператора відвідували десятеро коханок на день. Наложниці розподілялися за ранґами, і ті, котрі відносилися до нижчого ранґу, могли протягом усього життя мешкати у палаці, остаточно не зустрівшись з імператором. Коли Цисі вперше ступила на імператорський двір, вона опинилася у п'ятому, нижчому ранзі.

### Сходження Цисі
Юна дівчина була дуже честолюбна, розумна і до того часу досить освічена. Вона доклала максимум зусиль, щоб досягти влади. Читала книги з імператорської бібліотеки, умовила придворних найняти учителів, щоб доповнити освіту. Зі зростанням освічености Цисі, дедалі тоншою ставала її хитрість. Чимало сил вона витратила на вивчення правил етикету, що діяли у палацевих стінах. Вона зробила все, щоб наблизитися до імператора. Цисі подружилася з дружиною монарха, що була у п'ятнадцять років старша за неї і безплідна. Коли володар вирішив, що йому потрібний спадкоємець, він попросив свою дружину обрати наложницю, і та обрала Цисі. На той час дівчина мешкала у палаці лише три роки, але одну мрію вже здійснила. Тепер вона увійшла до низки наближених до імператора.

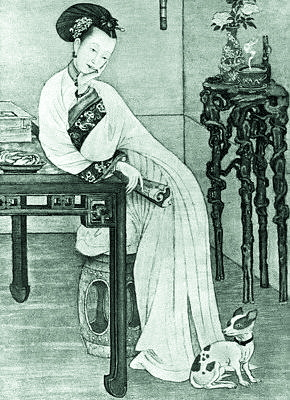
молода Цисі

У квітні 1856 року Цисі народила дитину. Народження єдиного сина імператора, спадкоємця китайського трону, підсилило вплив Цисі. Наложниця стала центром уваги з боку придворних. Але для неї важливим понад усе була увага, яку їй приділяв сам імператор. Він зрозумів, що ця жінка дуже розумна і здатна, і передавав їй дедалі більше своїх повноважень, поки Цисі не стала справжньою правителькою Китаю. Це був період, коли Китай почав утрачати багатовікову традицію ізольованости від зовнішнього світу. Французи й англійці приїжджали сюди як торговці і привозили нові ідеї, що хвилювали населення і провокували антимонархічний рух у деяких частинах країни. Найбільше бунтівників було у місті Тайпін.
У відповідь на появу іноземців Цисі перевела двір до гір, що оточують Пекін. Вона наказала привселюдно відтинати голови всім захопленим заколотникам, організувала кампанію терору проти європейців і християнських місіонерів. Іноземців залякували, їхні крамниці спалювали, а якщо вони і після цього не їхали, то ризикували життям. Імператриця була сповнена рішучости зберегти давні традиції феодального Китаю і, звичайно ж, владу і багатство монархії. Вона вважала, що присутність іноземців загрожує національній самобутності Китаю, і була переконана у необхідності їхнього вигнання з країни.
Брат старого імператора принц Кун не поділяв ізоляційоністських поглядів Цисі. Його лякала політика вигнання іноземців, він вважав, що Китай повинний бути відкритий для торгівлі і нових ідей. Позаду імператриці він просив англійців і французів про примирення — поступок, що Цисі ніколи не могла простити. Імператриця у цей час була стурбована зміцненням своєї влади, уведенням нових податків і кривавою боротьбою з бунтівниками на півночі країни.

### Цисі— імператриця
Коли в 1861 році імператор помер, за підтримки принца Гуна його удова Ци Ань і Цисі дістали права регентів. Хоча політична влада повинна була в однаковій мірі належати обом, імператриця, яку мало цікавила політика, охоче надала Цисі можливість керувати державою. Однак така домовленість влаштовувала далеко не всіх. Сталася змова з метою убивства регента-наложниці. Цисі відповіла на це швидко і жорстоко — наказала знищити близько п'ятисот осіб, зокрема і багатого феодала Су Шуня, що стояв на чолі змовників. Су Шунь належав до стародавнього роду військових аристократів. Після страти його родина була вигнана до віддаленого району Китаю, а майно конфісковане.
Син Цисі, що повинний був стати імператором, щойно йому виповниться сімнадцять років, ріс у досить незвичайному середовищі. Майбутній імператор, Тунчжи ріс здоровим і милим хлопчиком, відданим на піклування наложниць і придворних євнухів. З юнацтва він вподобав оргій на периферії  Пекіна і пізнав усі сексуальні збочення у практиці. Коли молодий принц досяг повноліття, Цисі видала найвищий декрет, у якому говорилось, що її регентство закінчене і починається правління її сина. У юнака була наречена, але імператриця відносилася до одруження сина аж ніяк не прихильно, побоюючись суперництва з боку майбутньої невістки. Однак незабаром після видання декрету про передачу влади імператор Тунчжи вмер. У грудні 1874 року він опублікував повідомлення, у якому говорилося: «Цього місяця мені пощастило заразитися віспою!» Для китайців у такім повідомленні нічого дивного не було, бо існувало народне повір'я: той, хто перехворіє на віспу і залишиться живий, відзначений богами. Але, мабуть, імператор не зміг довго опиратися хворобі. Ймовірно, що його організм був ослаблений венеричним захворюванням. Менш ніж за два тижні після цього повідомлення юнак помер.
Ширилися чутки, ніби Цисі убила власного сина. Це виглядало дуже правдиво. Шарлотта Голден у своїй книзі «Остання велика імператриця Китаю» писала: «Тунчжи легко міг заразитися віспою в одному з борделів чи опіумних притонів, які він відвідував у Пекіні під час своїх нічних вилазок». Це не можна ані спростувати, ані довести. Але зовнішні симптоми цього страшного захворювання — висипання прищів на обличчі і тілі хворого — сумнівів не викликали.
Цисі знову оголосила себе правителькою Китаю. Коли Тунчжи вмер, його дружина була вагітна. Це змусило Цисі занепокоїтися. Якби невістка народила спадкоємця, він мав би право згодом посісти трон. Це не влаштовувало Цисі — їй кортіло обрати такого спадкоємця, що беззаперечно підкорявся б її волі. Вона наказала євнухам побити молоду вдову, щоб викликати викидень. За три місяці нещасна покінчила із собою. Ті, хто знав Цисі, не мали сумніву, що вона приклала свою мстиву руку і до цієї трагедії.
Правителька назвала імператором свого племінника Цзай Тяна. Йому дали імператорське ім'я Гуансюй, що у перекладі означає «діамантовий спадкоємець». Хлопчику тоді було чотири роки, і він не становив небезпеки для Цисі.
Цисі обрала імператора сама, а це було порушенням стародавнього закону. Знайшлися незадоволені, ті, хто за правом кровних зв'язків родової спадковости міг претендувати на трон. Десятеро придворних висловили обурення її рішенням. Цисі їх вислухала, слова запам'ятала, але свого рішення не змінила. Спадкоємцеві трону тоді було лише 11 років. Тепер імператриця могла насолоджуватися абсолютною владою. Тих десятьох, котрі виступили проти її рішення оголосити імператором племінника, вона стратила.
Знищуючи політичних супротивників, Цисі зміцнювала свою владу. На усі важливі посади вона призначила своїх родичів. Щоб запобігти проникненневі до кола влади сторонньої людини, оголосила про заручини спадкоємця з його двоюрідньою сестрою.
У 1889 році Цисі була змушена залишити регентство. Молодому імператорові виповнилося вже дев'ятнадцять років, але офіційний вступ на трон було відкладено до його одруження. Цисі займала мармурову резиденцію посеред зелені дерев, оточене озерами в околицях Пекіна. У будинку було багато прикрас з чистого золота. Подібну розкіш могли собі дозволити лише деякі світові монархи. Стверджували, що Цисі викрала гроші з імператорської скарбниці. А спільником її був головний євнух Чи Ляньїн, жорстока і груба людина.
Ось достовірний приклад поведінки імператриці під час перебування там. Якщо вона знаходила у своєму саду опалий лист чи пелюстку, що, з її точки зору, додавало садові неохайного вигляду, то наказувала шмагати євнухів-садівників, а іноді й відтинати їм голів. Їй було п'ятдесят п'ять років, і її не улаштовувало відокремлене життя в заміському палаці, тому вона і розважалася таким кровожерливим способом. Цисі сподівалася керувати країною за допомогою імператора, якого сама обрала, але між тіткою і небіжем утворилася глибока прірва. Він був доброю, освіченою і прогресивною людиною, прагнув вивести Китай з ізоляції, за яку чіплялася Цисі. Її жахала кількість іноземців, яким небіж дозволив перебувати у країні. Усіх їх вона підозрювала в намірі перетворити Китай на свою колонію. Після того як у 1874 році Японія захопила острови Ліучіу, Китай пригрозив їй війною. За допомогою перемовин військовому зіткненневі вдалося запобігти. Але в 1894 році, коли японці спробували захопити Корею, китайський імператор послав до бою військово-морський флот, однак цей флот виявився просто жалюгідним. Гроші, виділені на його відновлення, були витрачені на облаштування палацу Цисі. Коли імператор допитував винуватця цієї витівки, той відповів: «Якби навіть гроші ці були витрачені на флот, японці усе одно розгромили б нас. А принаймні в імператриці з'явився прекрасний літній палац!».
Війна з Японією була короткою і стала нещастям для Китаю. У 1898 році, коли країна намагалася отямитися після ганебної поразки, навколо Цисі почали збиратися люди, які теж ненавиділи іноземців і побоювалися загрози для Китаю з їхнього боку. Часті відвідування цими людьми літнього палацу Цисі набули зрозуміння як змова проти імператора.
Гуансюй усвідомлював, що без підтримки тітки йому буде важко правити країною, але він також розумів, що вона ніколи не погодиться на реформи, які він хотів би запровадити. Імператор вирішив ув'язнити свою тітку і у такий спосіб позбутися від її опіки. Випадково його плани стали відомі наближеним імператриці. Задум молодого імператора був приречений на негаразди. Коли Цисі довідалася про плани небіжа, обличчя її перетворилося на холодну маску, тільки лють в очах видавала щирі наміри жорстокої володарки. Цисі змусила свого племінника, імператора Китаю, зректися престолу. Його особистим слугам відітнули голови. Цисі спостерігала за екзекуцією і пила жасминовий чай. Імператора кинули до буцегарні на одному з озерних островів. Він жив бідно й самотньо під охороною євнухів. Багато хто з придворних був упевнений, що на нього чекає доля Тунчжи і його дружини, але Цисі зберегла небіжеві життя. Можливо, протести з боку низки іноземних дипломатів у Пекіні змусили імператрицю схаменутися. Після того як екс-імператор Гуансюй провів у в'язниці рік, йому було дозволено жити під домашнім арештом у заміському маєтку.

### Вигнання «чужоземних дияволів»
Шість учасників імператорської змови були заарештовані і страчені. Потім Цисі перекинула увагу на іноземних місіонерів. По всьому Китаю їй бачилася присутність підступних прибульців, що готують вторгнення до країни ворожих військ.
21 листопада 1899 року, після жорстокого убивства декількох місіонерів, вона видала декрет, що не залишав жодних сумнівів — вона не бажала терпіти «чужоземних дияволів» у свій країні. Цей декрет було розіслано усіма провінціями. У ньому мовилося: «Ніколи слово „мир“ не пролунає з вуст правителів країни, ні на мить воно не оселиться у їхніх серцях. Відкиньмо усіляку думку про встановлення миру, не піддаваймося на дипломатичні виверти. Нехай кожен з нас докладе усіх зусиль, щоб захистити свій будинок і могили пращурів від брудних рук чужинців. Донесімо ці слова до всіх і кожного у наших володіннях».
Цей декрет став прапором багатьох китайських консерваторів, що боролися за збереження національних традицій і об'єдналися у таємне товариство під назвою «Кулак в ім'я справедливости і згоди». Члени його були окреслені «боксерами» за спритність у військовому мистецтві. Фанатичні патріоти, вони підтримували монархію й побоювалися руйнівного впливу іноземців на китайське суспільство.
Коли в 1900 році вибухнуло «боксерське повстання», держава підтримало його. Першою жертвою став британський місіонер. Ворожість до іноземців відчувалася в Китаю звідусіль, і повсталі скрізь забезпечили собі підтримку. Лінії передач були перерізані, залізничні шляхи підірвані, фабрики, що належали іноземцям, спалені. Цисі провадила хитру гру. Вона робила вигляд, що захищає іноземців, відправляючи війська проти повсталих, але водночас обіцяла армійським командирам велику нагороду «за вуха кожного мертвого іноземця».

### Втеча
Незабаром імператриця відмовилася від подвійної гри. За її наказом китайські війська приєдналися до повсталих, і всі іноземні місії виявилися в облозі. Убивали так багато і часто, що часом не встигали забирати трупи. Пекіном стали поширюватися інфекційні хвороби. Коли міністри закордонних справ ряду країн звернулися до імператора Китаю з проханням утрутитися, Цисі закричала: «Як вони наважились сумніватися в моїй владі — їх треба знищити!» Іноземні держави послали війська, щоб врятувати своїх громадян у смертельній загрозі. 14 серпня до Цисі прибув гонець, щоб застерегти її: «Чужоземні дияволи прийшли!». Імператриця була змушена втікати. Коли вона залишала палац, до неї наблизилася наложниця скинутого імператора. Вона кинулася до ніг Цисі і благала дозволити імператорові жити в палаці. Цисі наказала євнухам: «Скиньте цю негідницю до колодязя! Нехай вона вмре на повчання всім непокірливим». Нещасну жбурнули до глибокого колодязя, де вона стріла свою смерть. Після вигнання з Пекіну до Шеньсі, де її зустрів губернатор Дуаньфан, імператриця Цисі була змушена відмовитися від звичної розкоші. Вона втратила і багатство, і владу. У країні панували безладдя і насильство, але потім «боксерське повстання» було зупинено союзними військами, і Цисі дозволили повернутися до Пекіну після підписання мирних угод. Попередньо згадувана Шарлотта Голден писала, що це був час крайнього лицемірства Цисі. «Будь-якими способами вона прагнула відгородити себе від намірів держав-спільниць позбавити її влади. Вона зрозуміла, що для цього необхідно змінити імідж, а свою політику представити наново. Останньою крапкою її лицемірства стало розпорядження вилучити з архівів династії всі „пробоксерські“ декрети й укази».
В останні роки життя Цисі стала свідком реформ, що почалися у Китаї під впливом Заходу. Вона також була змушена віддати посмертні почесті страченим нею самою імператорським міністрам і навіть нещасній наложниці, безжалісно кинутої до колодязя.
Улітку 1907 року Цисі мала напад, і її здоров'я погіршало. Здоров'я імператора теж погіршувалося. Попри те, що він не правив країною, Гуан Сю зберіг повагу народу й одержав право мешкати у палаці. Вранці 14 листопада 1908 року імператор помер. Водночас були очевидні симптоми отруєння. Звичайно, його лікар не зміг встановити причину смерті. Підозрювати стали Цисі. Цілком імовірно, що вона таємно, за допомогою євнуха, давала імператорові невеликі дози отрути протягом довгого періоду. Імператриця Цисі пережила племінника лише 24 годинами більше. Після неї залишився багатомільйонний статок — незаперечне свідчення грабіжницького характеру влади імператриці-дракона. Вона залишила стару, горду династію маньчжурів у жалюгідному стані, впустивши реальну можливість вчасно відкрити Китай для нових ідей, повернути застиглу у своєму розвитку патріархальну країну на шлях проґресу і процвітання.